# آنا بوکتا
آنا بوکتا (انگلیسی: Ana Buceta؛ زادهٔ ۴ دسامبر ۱۹۹۲) بازیکن فوتبال اهل اسپانیا است.
وی همچنین در تیم ملی فوتبال Galicia بازی کرده‌است.